# Station Dozulé-Putot
Station Dozulé-Putot is een spoorwegstation in de Franse gemeente Putot-en-Auge. Het station is gesloten.